# Acer orthocampestre
Acer orthocampestre — вид клена, ендемік Південного Кавказу. Описаний з Грузії.